# Wladimir Rabinovitch
Pour les articles homonymes, voir Rabinovitch.
Wladimir Rabinovitch (Vilna en Lituanie, 1906 - 1981), connu sous le pseudonyme de Rabi, est un magistrat et écrivain français. 

## Biographie
Immigré à Paris en 1910, Wladimir Rabinovitch devient avocat en 1930. En 1938, il épouse une Grenobloise, Germaine Boniface, professeur à Briançon, qui lui fait découvrir la montagne.
Radié du barreau en 1940 pour son origine juive, il est réintégré en 1944 mais devient magistrat, profession qu'il exerce jusqu'en 1973, à Die puis à Briançon.
Écrivain, auteur d’essais et de pièces de théâtre, critique littéraire, son œuvre professionnelle est consacrée principalement au droit de la montagne et son œuvre littéraire au judaïsme et à son expérience pendant la Seconde Guerre mondiale. 
Après la guerre, par ses articles et ses prises de position, il parvient à mobiliser l'opinion en faveur des enfants Finaly, en même temps qu'il fut, avant même le dénouement de l'affaire, son historien.
Historien du judaïsme, il avait publié dans Le Monde, sous le nom de Wladimir Rabi, plusieurs points de vue sur le sionisme et le conflit israélo-arabe. 
Il est un des premiers soutiens de Pierre Goldman lorsque ce dernier est condamné en décembre 1974 à la prison à perpétuité pour l'assassinat de deux pharmaciennes alors qu'il crie son innocence.
Dès février 1975, il a consacré un article complet à l'affaire dans la revue Esprit , suivi d'un livre entier paru le 11 juin 1976, qui raconte le procès tandis que Pierre Goldman a entre-temps publié le sien en octobre 1975, dont les deux-tiers sont aussi consacrés à l'affaire. 
Après un différend grave avec André Neher, Wladimir Rabinovitch meurt le 6 avril 1981 dans un accident de la route[Où ?].

## Publications
- Varsovie, pièce de théâtre, 1955
- Anatomie du judaïsme français, Minuit 1962
- Pierre Goldman, l’homme qui est entré dans la loi, La pensée sauvage 1976
- Un peuple de trop sur la terre ?, Presses d’aujourd’hui 1979
- Les sports de montagne et le droit, Éditions techniques 1980
- « Jacques Bidalou dans le cercle de craie », sur Revue Esprit, avril 1981
- La Vierge aux cravates
- Le Journal d’un juge
- Pour saluer Émilie Carles, éditions Transhumances
- Le Drame du Cervin (évocation radiophonique), éditions Transhumances
- L'Affaire Finaly. Des faits. Des textes. Des dates, éditions Transhumances
- Journal de l’Occupation (tome 1, 1940-1942, et tome 2, 1942-1944), éditions Transhumances
- Journal de l’Occupation, de la Libération et de l’après-guerre (tome 3, 1944-1947), éditions Transhumances
- Chroniques briançonnaises, éditions Transhumances